# Христофоров, Василий Степанович
Васи́лий Степа́нович Христофо́ров (род. 13 мая 1954, с. Варна Челябинской области) — советский и российский военный историк и архивист, специалист в области новейшей истории России, истории Великой Отечественной войны и органов государственной безопасности. Доктор юридических наук, профессор. Член-корреспондент РАН по Отделению историко-филологических наук с 28 октября 2016 года. Генерал-лейтенант ФСБ России.

## Биография
В 1976 году окончил Казанское высшее военное инженерное училище по специальности «Проверочное пусковое электрооборудование и системы управления ракет» и до 1981 года проходил службу там же. В 1981—1991 годах в КГБ СССР. В 1984—1985 гг. прошел обучение в Краснознаменном институте КГБ СССР по специальности «востоковедение» со знанием персидского языка. В 1985—1989 гг. работал в Представительстве КГБ СССР в Афганистане.
В 1992—2017 гг. проходил службу в Министерстве безопасности — ФСБ России. В 2001—2016 гг. — начальник Управления регистрации и архивных фондов ФСБ России.
С августа 2006 года работает в Институте российской истории (ИРИ) РАН в должности ведущего научного сотрудника, с декабря 2008 года — главного научного сотрудника; руководитель Центра публикации источников по истории России XX века (2007—2022), руководитель Центра «Россия в международных отношениях» (с 2023).
Преподавал в Академии ФСБ России (2001—2020) и РГГУ. С 1 февраля 2016 года — заведующий кафедрой международной безопасности факультета международных отношений, политологии и зарубежного регионоведения Историко-архивного института РГГУ. Читает курсы «Основы международной безопасности», «Международные конфликты ХХ-XXI вв.», «История стран Ближнего и Среднего Востока», «Основные религии мира и особенности ислама», «Современные конфликты на территории Европы» и «История советских органов государственной безопасности 1917—1991 гг.»; также проводит занятия по программе повышения квалификации федеральных государственных гражданских служащих Аппарата Совета Федерации ФС РФ: «„Историческая политика“ как поле общественных дискуссий; проблема фальсификации истории в контексте современных процессов»; «Укрепление международной безопасности Российской Федерации, её суверенитета и территориальной целостности»; «Афганистан в российской внешней политике».
В сентябре 2024 года избран на должность декана факультета международных отношений, политологии и зарубежного регионоведения РГГУ.
В феврале 2025 года назначен директором Института международных отношений и политических наук РГГУ.
Член Межведомственной комиссии по военнопленным, интернированным и пропавшим без вести (2007—2020), руководитель рабочей группы российско-американской Комиссии по делам военнопленных и пропавших без вести — группа по периоду «холодной войны», локальным конфликтам и боевым действиям в Афганистане (1979—1989 гг.). Член экспертного совета № 5 ВАК при Минобрнауки России (2007—2020), член Высшей аттестационной комиссии при Минобрнауки и член Президиума ВАК при Минобрнауки (2019—2021).
Член Научного совета РАН «История международных отношений и внешней политики России» (с 2009), Учёного совета РГВА (с 2002), Центрального музея Великой Отечественной войны 1941—1945 гг. (с 2007), ИРИ РАН (с 2011), Государственного центрального музея современной истории России (с 2018). Архивного совета при Президиуме РАН (с 2013), Бюро ОИФН РАН (с 2017). В 2016 году был избран членом-корреспондентом РАН (выдвинут по специальности «история» академиком В. В. Алексеевым, членами-корреспондентами РАН Е. И. Пивоваром и А. Н. Сахаровым), после чего ушёл с государственной службы.

## Научная деятельность
В сферу научных интересов входят национальная безопасность России в контексте международной и региональной безопасности; история спецслужб в контексте обеспечения национальной безопасности российского (советского) государства; международные конфликты ХХ—XXI веков; внешняя политика России на постсоветском пространстве, в Центральной Азии, Ближнем и Среднем Востоке, новейшая политическая и военная история Афганистана; экспертиза ценности архивных документов; проблемы государственной тайны, рассекречивание и введение в научный оборот документов государственных и ведомственных архивов.

### Основные работы
Автор около 300 научных публикаций, в том числе 14 монографий и около 70 сборников документов. Часть работ опубликована за рубежом (Австрия, Венгрия, Германия, Италия, Казахстан, Китай, Польша, Финляндия).
Монографии
- Военные кампании СССР и США в Афганистане: сравнительный анализ. М.: РГГУ, 2025. 270 с.
- Советские спецслужбы открывают Восток / В. С. Христофоров; Российский государственный гуманитарный университет. — М.: РГГУ, 2019. — 300 с. — 500 экз. — ISBN 978-5-7281-2511-2.
- СССР-Финляндия: противостояние 1941—1944 гг. — М.: ИРИ РАН, 2018. 440 с.
- Афганистан: военно-политическое присутствие СССР 1979—1989 гг. — М.: ИРИ РАН, 2016. 544 с.
- Контрразведка ВМФ СССР. 1941—1945 / В. С. Христофоров, А. П. Черепков, Д. Ю. Хохлов. — М.: Вече, 2015. — 413, [2] с., [8] л. ил. — (Вся правда о войне). — 2000 экз. — ISBN 978-5-4444-3659-2.
- История советских органов госбезопасности: 1917—1991 гг. учебное пособие / [М-во образования и науки Рос. Федерации, Рос. гос. гуманитар. ун-т, Центр. арх. ФСБ России]. — М.: РГГУ, 2015. — 437, [1] с. — 500 экз. — ISBN 978-5-7281-1670-7.
- КГБ СССР в Афганистане 1978—1989 гг. (К 25-летию вывода советских войск из Афганистана). — М.: Издательство Главного архивного управления города Москвы, 2014. 80 с.; ил.
- Секреты российского флота: из архивов ФСБ / В. С. Христофоров, А. П. Черепков. — М.: Вече, 2014. — 442, [3] с., [8] л. ил. — (Военные тайны XX века). — 2500 экз. — ISBN 978-5-4444-2321-9.
- История страны в документах архивов ФСБ России. — М.: Главархив Москвы, 2013.
- Органы госбезопасности СССР в 1941—1945 гг. — М.: Издательство Главного архивного управления г. Москвы, 2011. 432 с.
- Вместе с флотом: советская морская контрразведка в Великой Отечественной войне: исторические очерки и архивные документы / В. С. Христофоров, А. П. Черепков, Д. Ю. Хохлов; Федер. службы безопасности Рос. Федерации. — М.: Издательство Главного архивного управления г. Москвы, 2010. — 221, [2] с. — 1000 экз. — ISBN 978-5-7228-0184-5.
- Афганистан. Правящая партия и армия 1978—1989. — М.: Граница, 2009. 320 с.
- КГБ СССР в Афганистане, 1978—1989: к 20-летию вывода совет. войск из Афганистана / В. С. Христофоров. — М.: Моск. учебники и Картолитография, 2009. — 63, [1] с. — 3000 экз. — ISBN 978-5-7853-1096-4.
- Сталинград. Органы НКВД накануне и в дни сражения. — М.: ОАО «Московские учебники и Картолитография», 2008. 240 с.
- Christoforov W. S., Makarow W. G., Matthias Uhl. Verhort. Die Befragungen deutscher Generale und Offiziere durch die sowjetischen Geheimdienste 1945—1952. Oldenbourg: De Gruyter, 2015.
- Der Wiener Gipfel 1961. Kennedy — Chrushtshow. StudienVerlab: Innsbruk-Wien-Bozen. 2011.
- Háború és nemzeti önismeret. 70 éve támadta meg a náci Németország a Szovjetuniót. Budapest: Russia Pannonicanf. 2011.
- Sotatapahtumia, internointeja ja siirto sodanjälkeisiin oloihin. Kansallisarkiston artikkelikirja. Painopaikka: Oy Nord Print Ab, Helsinki, 2010.
- Der 17. Juni 1953 im Spiegel sowjetischer Geheimdienstdokumente. — Leipzig: Leipziger universitätsverlag, 2008.
- Sotavangit ja Internoidut. Kansallisarkiston artikkelikirja. Painopaikka: Oy Nord Print Ab, Helsinki, 2008.
- Für die Ledenden der Toten gedenken. — Dresden: Stiftung Sachsische Gedenkstätten, 2003.
- Zeithain — Gebenkbuch sowjetischer Krigsgefangener. Band 1 Das Krigsgefangenlager Zeithain — vom «Russenlager» zur Gebenkstatte. — Dresden: Stiftung Sachsische Gedenkstatten, 2005.
- Widerstand in Österreich 1938—1945. — Graz-Wien, 2007.

Статьи
- «Философский пароход». Высылка ученых и деятелей культуры из России в 1922 г. // Новая и новейшая история. — 2002. — № 5. — С. 166—170.
- Пассажиры «философского парохода» (судьбы интеллигенции, репрессированной летом—осенью 1922 г.) / Макаров В. Г., Христофоров В. С. // Вопросы философии. — 2003. — № 7. — С. 113—137.
- Мусульманское духовенство в афганской армии // Военно-исторический журнал. — 2006. — № 10. — С. 39—43.
- Охота на «кабана». Советские разведчики и диверсанты в тылу немецких войск // Родина: российский иллюстрированный журнал. — 2007. — № 12. — С. 76—83.
- Дело фельдмаршала Шернера. По материалам ЦА ФСБ России / В. С. Христофоров, В. Г. Макаров, Б. Л. Хавкин // Новая и новейшая история. — 2008. — № 4. — С. 166—178.
- О закрытии Марфо-Мариинской обители милосердия // Вестник церковной истории. — 2008. — № 1 (9). — С. 130—136.
- Смерш против «ВЕРВОЛЬФА» / В. Христофоров, В. Макаров // Родина: российский иллюстрированный журнал. — 2008. — № 12. — С. 54—59.
- Трудный путь к Женевским соглашениям 1988 года по Афганистану // Новая и новейшая история. — 2008. — № 5. — С. 23—47.
- Мюнхенское соглашение — пролог Второй мировой войны // Новая и новейшая история. — 2009. — № 1. — С. 21—47.
- Органы госбезопасности СССР в 1941—1945 годах. Документы архивов ФСБ России // Новая и новейшая история. — 2010. — № 5. — С. 34—52.
- Пинская военная флотилия / Христофоров В. С., Черепков А. П., Хохлов Д. Ю. // Морской сборник. — 2010. — № 6. — С. 67—81.
- Политика перестройки и подписание Женевских соглашений по Афганистану // Перестройке 25 лет. Историческая память современной России. — М.: РГГУ, 2010.
- «Снять с должности… и отдать под суд» // Военно-исторический журнал. — 2010. — № 11. — С. 48—53.
- К истории церковно-государственных отношений в годы Великой Отечественной войны // Российская история. — 2011. — № 4. — С. 172—177.
- Н. С. Хрущёв и Дж. Кеннеди: подготовка и проведение встречи в Вене в 1961 году. По документам российских архивов // Новая и новейшая история. — 2011. — № 3. — С. 15—33.
- Судьбы русского флота / Христофоров В. С., Черепков А. П. // Морской сборник. — 2012. — № 1. — С. 76—80.
- Эвакуация Сибирской флотилии (1922—1923 гг.) глазами советской разведки / Христофоров В. С., Черепков А. П., Кузнецов Н. // Морской сборник. — 2012. — № 10. — С. 67—81.
- Бои под Сталинградом глазами американского генерала (28 ноября—7 декабря 1942 г.) // Труды Института российской истории. Вып. 11 / Российская академия наук, Институт российской истории; отв. ред. Ю. А. Петров, ред.-коорд. Е. Н. Рудая. — М., 2013. — С. 135—156. — 487 с.
- Курская битва: новые документы о советской разведке и партизанском движении // Новая и новейшая история. — 2013. — № 4. — С. 3—22.
- Операция «Долина» // Родина: Российский иллюстрированный журнал. — 2013. — № 5. — С. 112—116
- «Сталинград яркой звездой будет сиять на страницах истории» // Родина: Российский иллюстрированный журнал. — 2013. — № 1. — С. 24—28.
- К истории геополитического противостояния на Северном Кавказе // Вестник российской нации. — 2014. — № 1.
- Афганская проблема в системе международных отношений // Советское военное присутствие в Афганистане (1979—1989): проблемы исследования. — М.: Издательство ГБУ «ЦГА Москвы», 2014;
- Документы архивов органов безопасности об Исааке Бабеле // Российская история. — 2015. — № 1. — С. 129—141.
- Российско-польское сотрудничество в исследовании сложных вопросов истории XX в. // Россия и Польша общая и разобщенная / под ред. Е. И. Пивовара, О. В. Павленко. — М.: Аспект Пресс, 2015;
- За кулисами советско-финляндских переговоров о перемирии. 1943—1944 годы // Новая и новейшая история. — 2015. — № 2. — С. 25—43.
- Материалы Центрального архива ФСБ России о художнике В. И. Шухаеве // Российская история. — 2016. — № 3. — С. 177—184.
- Алихан Букейханов: «Советскую власть не люблю…» (по материалам ЦА ФСБ России) // Вестник Евразийского университета имени Л. Н. Гумилева. — 2016. — № 5 (114). — С. 293—297.
- «В целях изоляции Алихана Букейханова от казахского населения выслать его в Москву» (по материалам ЦА ФСБ России) // Российская история. 2017. — № 4. — С. 66—74.
- Движение «Алаш» в ряду «восточных националистических организаций»: взгляд с Лубянки 1920-х — 1930-х годов: Сборник статей международной научной конференции «От Алаш к независимости и национальной консолидации Казахстана», посвященной 100-летию движения Алаш и Правительства Алаш Орды. — Орал: Западно-Казахстанский центр истории и археологии, 2017. — С. 335—351.
- К вопросу о характере военно-политического присутствия в Афганистане советских и американских контингентов / Азия и Африка: Наследие и современность. XXIX Международный конгресс по источниковедению и историографии стран Азии и Африки, 21-23 июня: Материалы конгресса. — Санкт-Петербург: Студия «НП-Принт», 2017. — Т. 1. — С. 426—433.
- 1917: Безопасность России в условиях революционных потрясений / Память о прошлом — 2017 Материалы и доклады VI историко-архивного форума, посвящённого 100-летию революции в России / Сост. О. Н. Солдатова, Г. С. Пашковская. — Самара, 2017. — С. 46—56.
- Общественные настроения в СССР / Страна в огне: В 3 т. Т. 3. Освобождение. 1944—1945: В 2 кн. Кн. 1. Очерки. — М.: Абрис, 2017. — С. 180—197.
- Реабилитация чеченского народа в 1950-х гг. и особенности исполнения российского реабилитационного законодательства / Восстановление автономии Чечено-Ингушетии — торжество исторической справедливости. — Сборник материалов Всероссийской научной конференции, посвящённой 60-летию воссоздания Чечено-Ингушской АССР (г. Грозный, 24-25 марта). — Грозный: АН ЧР, 2017. — С. 301—309.
- Москва-Грозный: проблема советской модернизации Северного Кавказа в материалах советских спецслужб 1920-х годов / Роль северокавказских городов в социально-экономическом и историко-культурном развитии Кавказа. Сборник материалов Всероссийского историко-этнографического форума, посвящённого 200-летию основания г. Грозного (г. Грозный, 3 октября / Под ред. Ш. А. Гапурова, С. С. Магомедова. — Грозный: Изд-во АН ЧР, 2017. — С. 271—284.
- Социально-экономическое развитие города Грозного в 1920-е гг. в материалах ГПУ-ОГПУ СССР / Грозный: история и современность: историко-этнографический сборник статей, посвящённый 200-летию основания г. Грозного. — Грозный: Изд-во АН ЧР, 2017. — С. 38—55.
- Восток и восточное измерение российской политики в оценках политиков, ученых и дипломатов первой трети XX в. // Восток (Oriens). 2018. — № 5. — С. 167—171.
- Афганские события 1979—1989 гг.: от познания к осмыслению и признанию // Российская история. — 2019. — № 6. — С. 3—21.

Составитель и редактор
- Госбезопасность в битве за Москву: по рассекреченным документам ФСБ России: маскировка Кремля, эвакуация тела Ленина, минирование важнейших объектов и организация подполья, донесения военной контрразведки и зафронтовых групп, письма солдат РККА и вермахта / вступ. ст. В. К. Виноградова, Ю. В. Сигачева]; отв. ред. В. С. Христофоров. — М.: Звонница-МГ, 2015. — 524, [1] с. — (XX век: лики, лица, личины). — 2000 (1-й з-д 1 тыс.) экз. — ISBN 978-5-88093-295-5.
- «Совершенно секретно»: Лубянка — Сталину о положении в стране. 1922—1934 гг. — М., 2001—2017 (т. 1—10, совм. с А. Н. Сахаровым и др.);
- «Смерш»: исторические очерки и архивные документы. — М., 2005;
- «Варшавское восстание 1944 в документах из архивов спецслужб», Варшава-Москва, 2007 (совм. с Институтом национальной памяти Республики Польша;
- Генералы и офицеры вермахта рассказывают… Документы из следственных дел немецких военнопленных. 1944—1951. — М., 2009 (совм. с В. Г. Макаровым);
- Зимняя война. 1939—1940 гг. Исследования. Документы. Комментарии. — М.: Академкнига, 2009;
- К 70-летию начала Второй мировой войны. Исследования. Документы. Комментарии. — М., 2009;
- Великая война и великая Победа народа. 1941—1945 гг. — М., 2010 (тт. 1-2);
- Остракизм по-большевистски: преследования политических оппонентов в 1921—1924 гг.: [сборник / коммент. В. Г. Макарова]; сост. и авт. предисл. В. Г. Макаров, В. С. Христофоров. — М.: Русский путь, 2010. — 798, [1] с. — 2000 экз. — ISBN 978-5-85887-352-5
- Тюремная одиссея Василия Шульгина. Материалы следственного дела и дела заключенного. — М., 2010. (совм. с В. Г. Макаровым и А. В. Репниковым);
- Тайны дипломатии Третьего рейха: германские дипломаты, руководители зарубежных миссий, военные и полицейские атташе в советском плену: документы из следственных дел, 1944—1955 / [Междунар. фонд «Демократия» (Фонд А. Н. Яковлева); сост. и авт. предисл. Христофоров В. С., Макаров В. Г.; [редкол.: В. С. Христофоров (отв. ред.) [и др.]. — М.: МФД, 2011. — 875 с. — (Россия. XX век. Документы / ред. совет: Г. А. Артизов и др.). — 1000 экз. — ISBN 978-5-89511-025-6
- Вермахт на советско-германском фронте: следственные и судебные материалы из архивных дел немецких военнопленных 1944—1952 / [Рос. акад. наук, Ин-т рос. истории, Центр. арх. ФСБ России; сост. и авт. вступ. ст., с. 5—26, В. С. Христофоров, В. Г. Макаров]; редкол.: В. С. Христофоров (отв. ред.) [и др.]. — М.: Книжница, Русский путь, 2011. — 876, [1] с. — 2000 экз. — ISBN 978-5-85887-413-3.
- Великая Отечественная война. 1941 год: исследования, документы, комментарии. — М., 2011;
- Великая Отечественная война. 1942 год: исследования, документы, комментарии. — М., 2012;
- Великая Отечественная война. 1943 год: [исследования, документы, комментарии / В. А. Арцыбашев и др.; редкол.: В. С. Христофоров (отв. ред.) и др.]; Ин-т рос. истории Рос. акад. наук [и др.]. — М.: Издательство Главного архивного управления г. Москвы, 2013. — 688 с. — 1000 экз. — ISBN 978-5-7228-0224-8.
- Великая Отечественная война. 1944 год: исследования, документы, комментарии. — М., 2014;
- Великая Отечественная война. 1945 год: исследования, документы, комментарии. — М., 2015;
- Тюремные записки С. П. Мельгунова. 1920 год: сборник документов. — М., 2015;
- ЭПРОН. Документы по истории Экспедиции подводных работ особого назначения при ОГПУ СССР (1923—1931): архивные документы и материалы. — М.: Граница, 2015.
- ВЧК (1917—1922): к столетию создания / Сборник статей и документов. — М., 2017.
- 1917 год: революция, государство, общество и церковь: [сборник статей] / Российская академия наук, Отделение историко-филологических наук РАН, Научный совет Российский академии наук «История международных отношений и внешней политики России»; редакционная коллегия: А. Н. Сахаров, В. С. Христофоров (ответственные редакторы) [и др.]. — М.: Институт экономических стратегий, 2019. — 446 с., [10] л. — 500 экз. — ISBN 978-5-93618-272-3

Член Главной редакционной комиссии фундаментального многотомного труда «Великая Отечественная война 1941—1945 годов» (2008—2015), редколлегий «Военно-исторического журнала» (с 2010) и журнала «Отечественные архивы» (с 2017), редакционных советов журналов «Российская история» и «Вестник церковной истории». Входит в состав Церковно-научного совета по изданию «Православной энциклопедии»

## Награды
- Орден «За военные заслуги» (2014);
- Орден Почёта (2004);
- медаль «За отвагу» (1988);
- медаль «В память 850-летия Москвы» (1998);
- медаль «В память 1000-летия Казани» (2005);
- медаль «60-лет Вооруженных сил СССР» (1978);
- медаль «70 лет Вооруженных сил СССР» (1988);
- медаль «За безупречную службу» III, II и I степени (1981, 1986, 1991)
- медаль «В память 25-летия окончания боевых действий в Афганистане» (2013);
- благодарность Президента Российской Федерации (2007, 2009, 2010, 2011);
- нагрудный знак Президиума Верховного Совета СССР «Воину-интернационалисту» (1988);
- Юбилейная медаль Республики Бурятия «85 лет Победе на Халхин-Голе» (2025)[1].

Награды Республики Афганистан: орден «Звезда» III степени (1987), медали «За хорошую охрану границ» (1986) и «Воину-интернационалисту от благодарного афганского народа» (1988).